# Nothin' Matters and What If It Did
| Recensione                        | Giudizio |
| --------------------------------- | -------- |
| AllMusic                          |          |
| The New Rolling Stone Album Guide | [ 4 ]    |
| Dizionario del Pop-Rock           | [ 5 ]    |
| 24.000 dischi                     | [ 6 ]    |

Nothin' Matters and What If It Did è il quarto album discografico in studio del cantante statunitense John Mellencamp (ai tempi conosciuto come John Cougar), pubblicato nel luglio del 1980.

## Tracce

### LP
Lato A
Testi e musiche di John "Cougar" Mellencamp, eccetto dove indicato.
1. Hot Night in a Cold Town – 3:47 (Geoffrey Cushing-Murray, Richard Littlefield)
2. Ain't Even Done with the Night – 4:38
3. Don't Misunderstand Me – 3:33
4. This Time – 4:18
5. Make Me Feel – 4:04

Lato B
Testi e musiche di John "Cougar" Mellencamp, eccetto dove indicato.
1. To M.G. (Wherever She May Be) – 4:50
2. Tonight – 3:17
3. Cry Baby – 0:24 (Tradizionale, arrangiamento di John "Cougar" Mellencamp)
4. Wild Angel – 3:13
5. Peppermint Twist – 0:28 (Henry Glover, Joey DiNicola)
6. Cheap Shot – 3:00

### CD
Edizione CD del 2005, pubblicato dalla Mercury Records (B0004191-02)
Testi e musiche di John "Cougar" Mellencamp, eccetto dove indicato.
1. Hot Night in a Cold Town – 3:47 (Geoffrey Cushing-Murray, Richard Littlefield)
2. Ain't Even Done with the Night – 4:38
3. Don't Misunderstand Me – 3:33
4. This Time – 4:18
5. Make Me Feel – 4:04
6. To M.G. (Wherever She May Be) – 4:50
7. Tonight – 3:17
8. Cry Baby – 0:25 (Tradizionale, arrangiamento di John "Cougar" Mellencamp)
9. Wild Angel – 3:13
10. Peppermint Twist – 0:28 (Henry Glover, Joey DiNicola)
11. Cheap Shot – 3:00
12. Latest Game – 3:54 – Traccia bonus

## Musicisti
- John "Cougar" Mellencamp - voce, accompagnamento vocale-cori (non accreditato)

The Zone
- Doc Rosser - pianoforte
- Ferd (Robert Frank) - basso
- Michael "Chief" Wanchic - chitarre, accompagnamento vocale-cori
- Larry Crane - chitarre, accompagnamento vocale-cori

Altri musicisti
- Rick Shlosser - batteria
- Ed Green - batteria
- Jeff Baxter - chitarra pedal steel
- Dave Woodford - sassofono
- Kenny Aronoff - vibrafono
- John Jarvis - pianoforte
- Susan Duitch Helmer - accompagnamento vocale-cori (brano: This Time)

Note aggiuntive
- Steve Cropper - produttore (per la Steve Cropper Enterprises, Inc.)
- Bruce Robb - co-produttore
- Registrazioni effettuate nel 1980 presso Shade Tree Studio di Lake Geneva, Wisconsin (Stati Uniti) (non accreditato nelle note interne dell'album)
- Larold (Larold Rebhun) - assistente ingegnere delle registrazioni
- Bruce & Dee Robb - mixing
- Dawn Patrol - copertina album originale
- Jimmy Wachtel con Michael Curtis - fotografia e design copertina album originale
- Aaron Rapoport - foto retrocopertina album originale
- Edith Masey - donna in copertina
- Ringraziamenti a: Ira Leslie, Mike Freas e Shade Tree Studio[7]

## Classifica
Album
| Anno | Classifica    | Posizione raggiunta |
| ---- | ------------- | ------------------- |
| 1981 | Billboard 200 | 37                  |

Singoli
| Anno | Titolo del brano               | Classifica            | Posizione raggiunta |
| ---- | ------------------------------ | --------------------- | ------------------- |
| 1980 | This Time                      | Billboard Hot 100     | 27                  |
| 1981 | Ain't Even Done with the Night | Billboard Hot 100     | 17                  |
| 1981 | Ain't Even Done with the Night | Mainstream Rock Songs | 44                  |